# San Rocco in Gloria
San Rocco in Gloria, noto anche come Apoteosi di San Rocco è un dipinto del pittore veneziano Tintoretto realizzato nel 1564 e conservato nella Scuola Grande di San Rocco a Venezia.

## Storia
Questa è la prima opera dipinta per la Scuola Grande di San Rocco. La storia racconta come nel 1564 fu indetto un concorso per decorare l'interno della sede della confraternita, sala dell'Albergo. La maggior parte degli artisti, in risposta al concorso, ha presentato schizzi di decorazioni per soffitti in Albergo. Solo Tintoretto, in modo noto, dipinse il quadro in una sola notte e lo diede gratuitamente alla confraternita. Ricevette l'ordine di decorare la Grande di San Rocco e nel 1564-1587due piani dell'edificio dipingendovi 35 dipinti.

## Descrizione
Il dipinto raffigura San Rocco tra gli angeli e sopra la sua testa Dio con le braccia aperte.

## Bibliografia

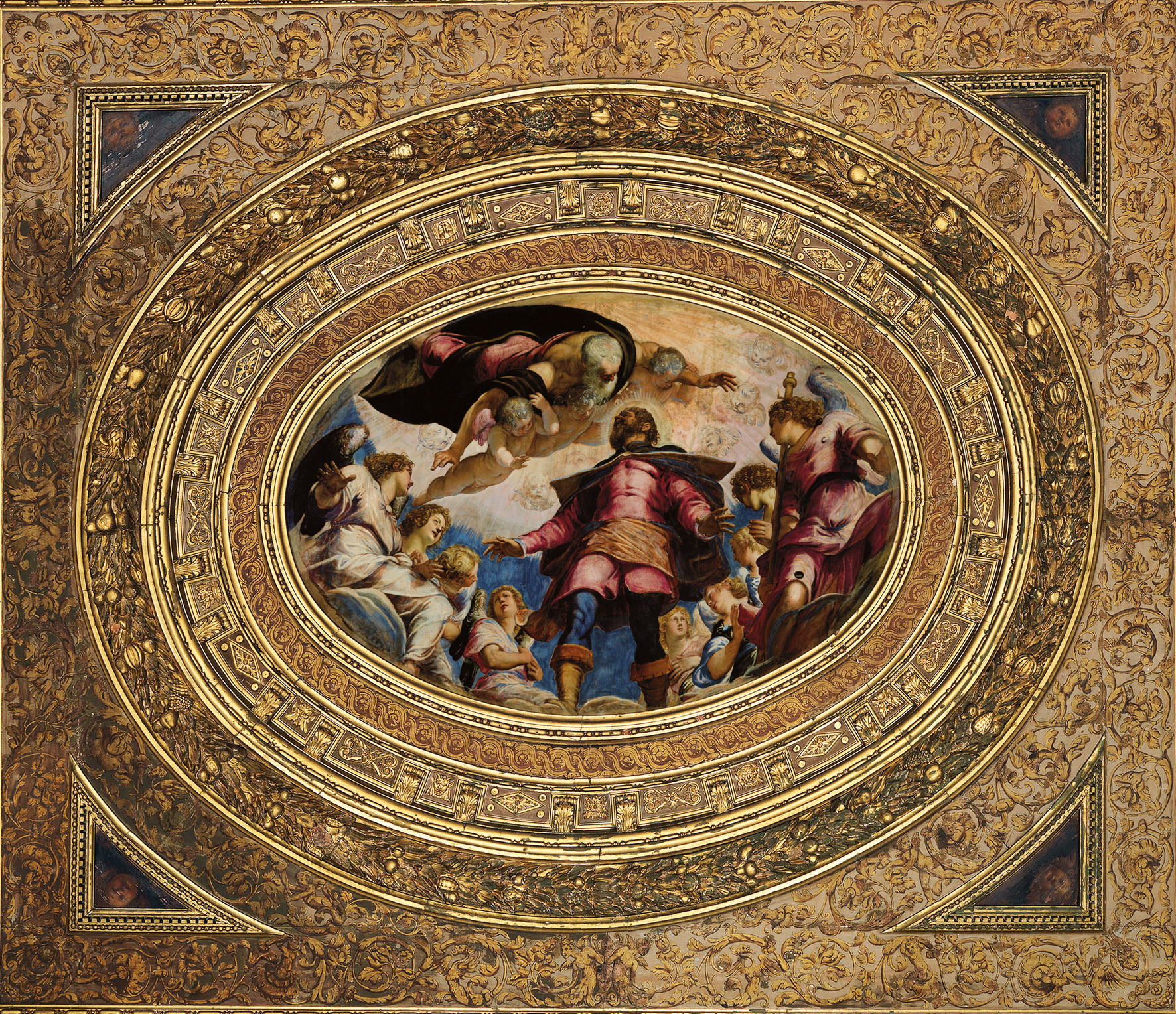
Jacopo Tintoretto, Glorificazione di San Rocco